# 肋骨凹介
肋骨凹介（あばらぼね へこすけ）は、日本の漫画家。主にインターネット上やCOMITIAで作品を発表しており、同人活動での個人サークル名は「肋屋」。2018年に『宙に参る』で商業デビュー。

## 来歴
幼稚園か小学校のころに『星のカービィ デデデでプププなものがたり』を真似たのが漫画を描くようになったきっかけ。ペンネームの由来は「肋骨が凹んでいるから」で、インターネットで漫画を公開するに当たって「被らない」「覚えやすい」「特に意味がない」といった要件から決めたもの。漫画好きで、刺激・影響を受けた作品として一番に『セクシーコマンドー外伝 すごいよ!!マサルさん』、そのほか『吼えろペン』、『サイボーグクロちゃん』、『ジョジョの奇妙な冒険』、『機動警察パトレイバー』、『グラップラー刃牙』シリーズ、位置原光Z作品、『まんがサイエンス』、『ドロヘドロ』を挙げている。漫画以外に影響を受けたコンテンツとして、中高生のころに繰り返し見た漫才やコント番組を挙げている。

## 作品リスト
- 自由ダム（新都社コミックニート、2008年1月 - ）[2]
- 思いやり、癒しの力、潜入哀歌（「あしたのヤングジャンプ」、2016年）[3]
- 宙に参る（リイド社「トーチweb」、2018年9月[4] - 、既刊5巻）[2]
  - 3話「永世中立棋星」は『年刊日本SF傑作選』最終巻（東京創元社、2019年8月）にも収録[5]。
- 概食産業（「少年ジャンプ+」2022年8月30日[6]）
- 博士七段（「少年ジャンプ+」2024年1月27日[7]）